# ジェフ・ハートリーブ
ジェフリー・トーマス・ハートリーブ（Geoffrey Thomas Hartlieb, 1993年12月9日 - ）は、アメリカ合衆国イリノイ州マディソン郡ハイランド出身のプロ野球選手（投手）。右投右打。MLBのデトロイト・タイガース所属。

## 経歴

### プロ入り前
2015年のMLBドラフト37巡目（全体1109位）でニューヨーク・メッツから指名されたが、この時は契約しなかった。

### プロ入りとパイレーツ時代
2016年のMLBドラフト29巡目（全体885位）でピッツバーグ・パイレーツから指名され、プロ入り。契約後、傘下のアパラチアンリーグのルーキー級ブリストル・パイレーツでプロデビュー。16試合に登板して4勝1敗1セーブ、防御率4.44、28奪三振を記録した。
2017年はA級ウェストバージニア・パワーとA+級ブレイデントン・マローダーズでプレーし、2球団合計で39試合に登板して2勝6敗9セーブ、防御率2.12、62奪三振を記録した。
2018年はAA級アルトゥーナ・カーブでプレーし、47試合に登板して8勝2敗10セーブ、防御率3.24、56奪三振を記録した。オフにはアリゾナ・フォールリーグに参加し、サプライズ・サグアロスに所属した。
2019年は開幕をAAA級インディアナポリス・インディアンスで迎えた。5月17日にメジャー契約を結んでアクティブ・ロースター入りし、翌18日のサンディエゴ・パドレス戦でメジャーデビュー。この年メジャーでは29試合に登板して0勝1敗、防御率9.00、38奪三振を記録した。
2020年は21試合に登板して1勝0敗、防御率3.63、19奪三振を記録した。
2021年7月3日にジョン・ノゴースキーの加入に伴ってDFAとなった。

### メッツ時代
2021年7月9日にウェイバー公示を経てメッツへ移籍した。9月2日にDFAとなった。

### レッドソックス傘下時代
2021年9月4日にウェイバー公示を経てボストン・レッドソックスへ移籍した。移籍後は傘下のAAA級ウースター・レッドソックスへ配属され、2試合に登板した。9月23日にDFAとなり、26日にマイナー契約となった（そのままAAA級ウースターに所属。）。
2022年はメジャー昇格の機会はなく、AAA級ウースターで40試合に登板し、3勝6敗、防御率5.16という成績を残した。オフの11月10日にFAとなった。

### マーリンズ時代
2022年11月21日にマイアミ・マーリンズとマイナー契約を結んだ。
2023年はメジャーで2試合に登板して1ホールド、防御率2.25、3奪三振を記録した。9月8日にAAA級ジャクソンビル・ジャンボシュリンプに配属されたのち、レギュラーシーズン終了後の10月5日にFAとなった。

### ロッキーズ時代
2023年11月14日にコロラド・ロッキーズとマイナー契約を結び、翌14日にAAA級アルバカーキ・アイソトープスに配属された。
2024年の開幕はAAA級アルバカーキで迎えたが、6月8日にマット・カラシティと入れ替わってアクティブ・ロースター入りした。昇格後は5試合に登板して1ホールド、1奪三振を記録したものの、防御率9.00の成績で6月22日にオースティン・キッチンを昇格させることに伴ってDFAとなり、同月26日にAAA級アルバカーキに降格し、レギュラーシーズン終了後の10月3日にFAとなった。

### ヤンキース時代
2024年10月18日にニューヨーク・ヤンキースとマイナー契約を結び、翌2025年のスプリングトレーニングには招待選手として参加したが、開幕はAAA級スクラントン・ウィルクスバリ・レイルライダースで迎えた。その後6月30日にフェルナンド・クルーズの負傷者リスト入りに伴って、移籍後初昇格を果たした。その日に敵地ロジャーズ・センターで行われたトロント・ブルージェイズ戦にルーク・ウィーバーの後を受けて4番手として登板するも、1回を被安打2、3つの三振を奪うも3失点の内容で翌2日にクレイトン・ビーターを昇格させることに伴い、DFAとなった。同月6日にヤンキースとメジャー契約を結び直すも、9日に再びDFAとなり、11日にFAとなった。

### タイガース時代
2025年7月12日にデトロイト・タイガースとマイナー契約を結び、傘下AAA級トレド・マッドヘンズに配属された。同月24日にメジャー契約を結んでアクティブロースター入りした。

## 詳細情報

### 年度別投球成績
| 年 度    | 球 団    | 登 板 | 先 発 | 完 投 | 完 封 | 無 四 球 | 勝 利 | 敗 戦 | セ 丨 ブ | ホ 丨 ル ド | 勝 率 | 打 者 | 投 球 回 | 被 安 打 | 被 本 塁 打 | 与 四 球 | 敬 遠 | 与 死 球 | 奪 三 振 | 暴 投 | ボ 丨 ク | 失 点 | 自 責 点 | 防 御 率 | W H I P |
| -------- | -------- | ----- | ----- | ----- | ----- | -------- | ----- | ----- | -------- | ----------- | ----- | ----- | -------- | -------- | ----------- | -------- | ----- | -------- | -------- | ----- | -------- | ----- | -------- | -------- | ------- |
| 2019     | PIT      | 29    | 0     | 0     | 0     | 0        | 0     | 1     | 0        | 2           | .000  | 171   | 35.0     | 52       | 8           | 18       | 0     | 0        | 38       | 5     | 1        | 35    | 35       | 9.00     | 2.00    |
| 2020     | PIT      | 21    | 0     | 0     | 0     | 0        | 1     | 0     | 0        | 5           | 1.000 | 101   | 22.1     | 16       | 1           | 19       | 0     | 3        | 19       | 2     | 0        | 11    | 9        | 3.63     | 1.57    |
| 2021     | PIT      | 4     | 0     | 0     | 0     | 0        | 0     | 0     | 0        | 0           | ----  | 23    | 4.2      | 3        | 0           | 5        | 0     | 2        | 4        | 0     | 0        | 4     | 4        | 7.71     | 1.71    |
| 2021     | NYM      | 3     | 0     | 0     | 0     | 0        | 0     | 0     | 0        | 0           | ----  | 27    | 4.1      | 7        | 0           | 6        | 0     | 1        | 5        | 1     | 0        | 7     | 7        | 14.54    | 3.00    |
| '21計    | NYM      | 7     | 0     | 0     | 0     | 0        | 0     | 0     | 0        | 0           | ----  | 50    | 9.0      | 10       | 0           | 11       | 0     | 3        | 9        | 1     | 0        | 11    | 11       | 11.00    | 2.33    |
| 2023     | MIA      | 2     | 0     | 0     | 0     | 0        | 0     | 0     | 0        | 1           | ----  | 16    | 4.0      | 2        | 1           | 3        | 0     | 0        | 3        | 0     | 0        | 1     | 1        | 2.25     | 1.25    |
| 2024     | COL      | 5     | 0     | 0     | 0     | 0        | 0     | 0     | 0        | 1           | ----  | 44    | 9.0      | 13       | 1           | 4        | 1     | 0        | 7        | 2     | 1        | 10    | 9        | 9.00     | 1.89    |
| 2025     | NYY      | 1     | 0     | 0     | 0     | 0        | 0     | 0     | 0        | 0           | ----  | 8     | 1.0      | 2        | 0           | 3        | 0     | 0        | 3        | 0     | 0        | 3     | 3        | 27.00    | 5.00    |
| MLB：5年 | MLB：5年 | 64    | 0     | 0     | 0     | 0        | 1     | 1     | 0        | 9           | .500  | 382   | 79.1     | 93       | 11          | 55       | 1     | 6        | 76       | 10    | 2        | 68    | 65       | 7.37     | 1.87    |

- 2024年度シーズン終了時

### 背番号
- 72（2019年）
- 32（2020年 - 2021年7月2日）
- 40（2021年7月20日 - 同年9月1日）
- 41（2023年）
- 36（2024年）
- 64（2025年 - ）